# Alejandro Jiménez (kárate)
Alejandro Jiménez Díaz (Pulianas, 27 de abril de 2005) es un deportista español que compite en kárate, especialista en Kumite. Ganó la medalla de oro en el Campeonato Europeo Junior de Kárate de 2023, en la categoría Kumite de +76 kilogramos de peso. Posee, además, 25 oros nacionales en categorías inferiores entre 2013 y 2023 sumando las modalidades de Kata y Kumite; y una plata y tres bronces en las Karate1 Youth League de Umag, Ciudad de México, Venecia y Budapest de 2019.